# Partit Republicà Nacionalista Basc

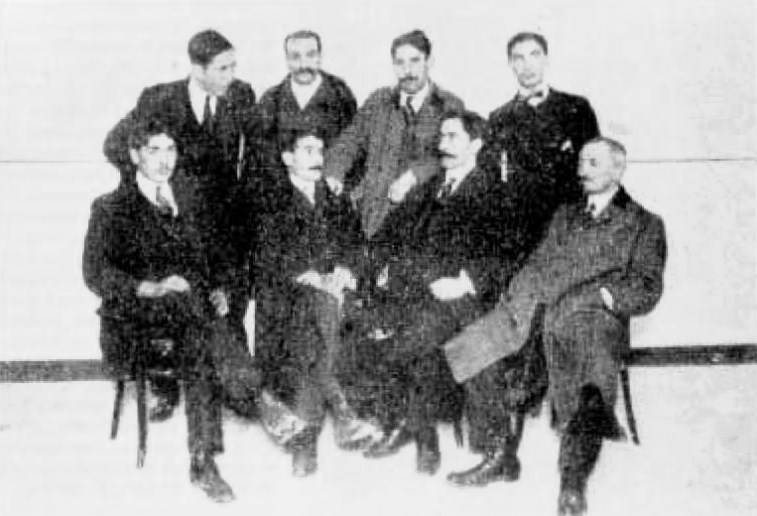
Junta Organitzadora del PRNV.

El Partit Republicà Nacionalista Basc (PRNV) (en basc Euzkotar Erkal Abertzale Alderdia) va ser el primer intent per crear un partit nacionalista basc de caràcter laic i republicà com a alternativa al nacionalisme conservador i catòlic del Partit Nacionalista Basc (PNB). Fundat en 1909 per Francisco Ulacia com a Partit Nacionalista Liberal Basc, va canviar diverses vegades de nom al llarg de la seva breu existència. A partir de gener de 1911 es va anomenar Partit Republicà Nacionalista Basc i va prendre com a model a seguir la Unió Federal Nacionalista Republicana, que al maig de 1910 va obtenir una gran victòria en les eleccions municipals de Catalunya, arribant fins i tot a utilitzar el seu mateix nom. En contraposició al lema jeltzale, el seu va ser Pàtria i Llibertat.
La fundació d'aquest partit ideològicament a l'esquerra del PNB, es va donar en un moment en què la jerarquia catòlica recolzava als dretans catòlics espanyols i atacava durament al nacionalisme basc, prohibint fins i tot el bateig de nens amb noms bascos. Pel que determinats sectors liberals del nacionalisme basc, desanimats amb l'integrisme religiós que dominava en el PNB, van començar a aconsellar als seus seguidors que «llancessin de sí el pes mort de la religió i fomentessin les idees basques dins d'una política encaminada a la República», tal com es va publicar en el periòdic El Liberal el 24 de febrer de 1910.
La inauguració del Centre Nacionalista Republicà Basc de Bilbao va ser motiu de violents enfrontaments provocats pels nacionalistes de dreta que van voler retirar del local el retrat de Sabino Arana que els dissidents havien col·locat. El PRNV va publicar una revista que es va dir Azkatasuna (Llibertat en basc) d'acord amb l'ortografia sabiniana. A l'Arxiu Municipal de Tolosa es conserven almenys cinc nombres d'aquesta revista.
Al costat de Francisco Ulacia i Pedro Sarasqueta, qui va ser nomenat "president d'honor" i va renunciar al·legant que els títols honoraris eren incompatibles amb la història basca; altres membres destacats d'aquest grup van ser Segundo Ispizua, Francisco Zubitarte i Víctor Gabirondo.
Va estar localitzat principalment en Sant Sebastià i es va dissoldre en 1913. Se'l considera com un clar precedent d'Acció Nacionalista Basca (EAE-ANV), primer partit nacionalista basc d'esquerres.